# Tredossi
Tredossi era il nome di un comune della provincia di Cremona (Lombardia), esistito dal 1865 al 1929.

## Storia
Il comune di Tredossi fu creato nel 1865 unendo i comuni di Dosso Baroardo, Marzalengo e Ossalengo. Costituito dai tre omonimi centri abitati, Tredossi era pertanto un comune sparso.
Nel 1928 il comune di Tredossi venne aggregato al comune di Castelverde.